# Чай на 200 персон
«Чай на 200 персон» (англ. Tea for Two Hundred) — американский короткометражный анимационный фильм 1948 года, снятый Джеком Ханной. В мультфильме использована оригинальная музыка Оливера Уоллеса.
«Чай на 200 персон» был номинирован на премию «Оскар» за лучший анимационный короткометражный фильм в 1949 году. Позже анимация из короткометражки была использована в фильме «Муравьи дяди Дональда» (1952)

## Выпуск
Этот короткометражный фильм был выпущен 11 декабря 2007 года в составе сборника Walt Disney Treasures: The Chronological Donald, Volume Three: 1947—1950..